# آرثر بيرنت
آرثر بيرنت (بالإنجليزية: Arthur Berndt)‏ هو مدرب كرة سلة أمريكي، (ولد في إنديانابوليس في الولايات المتحدة 1884  م).

## وصلات خارجية
- آرثر بيرنت على موقع كلية كرة السلة في سبورتس رفرنس.كوم (الإنجليزية)